# Glassonby
Glassonby är en by (village) och en civil parish i Cumbria i nordvästra England. Orten har 314 invånare (2001).